# 龙峪湖水库
龙峪湖水库是中国湖北省荆门市钟祥市境内的一座水库，位于汉江支流双河上，建于1975年。水库正常库容为1037万立方米，集雨面积为24平方千米，海拔为117米。